# Проект пожилых ЛГБТ
LGBT Aging Project — некоммерческая организация, базирующаяся в Бостоне, цель которой — обеспечить пожилым — лесбиянкам, геям, бисексуалам и трансгендерам равный доступ к продлевающим жизнь льготам, защите, услугам и учреждениям как для гетеросексуалов и цисгендеров.
Основанный в 2001 году, проект обеспечивает обучение пожилых людей культурной компетентности и институциональному потенциалу того, как создавать и поддерживать благоприятную среду для ЛГБТ, разрабатывать программы построения сообщества для пожилых людей из числа ЛГБТ и лиц, осуществляющих уход, а также работает над принятием политических и законодательных изменений для улучшения доступ к уходу и льготам для пожилых ЛГБТ. Проект пожилых ЛГБТ был показан в отмеченном наградами документальном фильме 2010 года Gen Silent.

## История
Проект пожилых ЛГБТ был основан в 2001 году группой защитников из сети услуг по проблемам старения и людьми из сообщества ЛГБТ. Саммит ЛГБТ по проблемам старения в Большом Бостоне был проведён в июне 2001 года с целью разработки плана действий для нужд пожилых людей из числа ЛГБТ. Осенью 2001 года план действий, созданный на саммите, был обнародован на пресс-конференции в Капитолии штата Массачусетс.
В 2002 году в рамках проекта Проекта пожилых ЛГБТ начали организовываться рабочие группы по вопросам политики в отношении старения и здоровья, обучения и разработки программ, жилья и создания новых программ в рамках проекта. Проект также нанял первого штатного директора Эми Хант и получил грант от Бостонского фонда. Также в 2002 году проект определил свою миссию как «обеспечение того, чтобы пожилые люди — лесбиянки, геи, бисексуалы и трансгендеры, а также лица, осуществляющие уход за ними, имели равный доступ к продлевающим жизнь льготам, защите, услугам и учреждениям, которые их гетеросексуальные соседи считают само собой разумеющимся».
2003 год оказался важным временем законодательных изменений, политических действий и поддержки Проекта пожилых ЛГБТ. Проект по проблемам старения ЛГБТ был вовлечен в пропаганду брачного равноправия — через свидетельские показания в Капитолии штата Массачусетс как участников Проекта пожилых ЛГБТ, так и пожилых людей ЛГБТ. Также в 2003 году Проект пожилых ЛГБТ стал более заметным в сообществе благодаря многочисленным презентациям и мероприятиям, таким как первый Бостонский танец за чаепитием для пожилых ЛГБТ и их друзей. Первая группа поддержки попечителей ЛГБТ также начала свою работу в 2003 году после того, как Проект пожилых ЛГБТ получил первоначальный грант от Альянса опекунов округа Саффолк.
17 мая 2004 года брачное равноправие стало реальностью для штата Массачусетс, отчасти благодаря той роли, которую Проект пожилых ЛГБТ сыграл в законодательной защите этого дела. Проект пожилых ЛГБТ потерял Эми Хант в качестве директора в 2004 году и получил нынешнего исполнительного директора Лизу Крински. Проект по проблемам старения ЛГБТ также добился больших успехов в своем развитии, поскольку он создал пилотную программу для программы обучения культурной компетентности Оперативная группа открытых дверей ЛГБТ, инициировал тренинги с крупными «Региональным агентством по вопросам старения» и «Точки доступа к службам старения в Массачусетсе» и открыл Café Emmanuel with Ethos, точку доступа службы старения в Большом Бостоне. Café Emmanuel — первая в Массачусетсе программа питания, финансируемая из федерального бюджета, для пожилых ЛГБТ и их друзей.
С 2005 года в рамках проекта пожилых ЛГБТ проводились многочисленные форумы сообщества для пожилых людей из числа ЛГБТ, а также проводилось множество финансируемых государством тренингов и мероприятий по информированию ЛГБТ в рамках государственной сети обслуживания пожилых людей. В 2006 году Боб Линскотт, нынешний помощник директора, был нанят в качестве аутрич-работника на неполный рабочий день и координатора сайта Café Emmanuel. В 2007 году Боб стал штатным помощником режиссёра, а Проект пожилых ЛГБТ спонсировал ряд мероприятий, в том числе неделю гордости, ЛГБТ-ветераны делятся своими историями и фильм Стю Мэддукса «52-летнее приключение Боба и Джека» на Бостонском кинофестивале ЛГБТ. Проект пожилых ЛГБТ также запустил вторую программу дружественного обеда ЛГБТ Ethos, «На поздний завтрак», для лесбиянок, бисексуалов и трансгендерных женщин.
В 2008 году в законодательстве штата Массачусетс был сделан большой шаг вперёд с принятием Закона о равенстве в области массового здравоохранения, во многом благодаря работе, проделанной Проектом пожилых ЛГБТ. Этот закон гарантирует, что однополые пары, состоящие в законном браке в Массачусетсе, имеют равный доступ к оценке соответствия при подаче заявления на участие в программе Medicaid штата.
С 2010 года Проект пожилых ЛГБТ обеспечил финансирование для создания групп поддержки ЛГБТ, потерявших близких, и программ здорового старения. LGBT Aging Project также выступил одним из спонсоров премьеры Gen Silent на Бостонском ЛГБТ-кинофестивале в 2010 году, в которой он был показан в том числе шестью пожилым представителям ЛГБТ в Большом Бостоне.
В 2010 году Проект пожилых ЛГБТ стал первым партнёром по обучению для Национального ресурсного центра по старению ЛГБТ, первого финансируемого из федерального бюджета ресурса по старению ЛГБТ, спонсируемого Администрацией по вопросам старения.

## Финансирование
Проект пожилых ЛГБТ получает финансирование из различных источников, включая государственные гранты, фонды и частных лиц.

## Программы
Проект пожилых ЛГБТ предлагает несколько прямых услуг — группу поддержки лиц, осуществляющих уход за ЛГБТ, группы поддержки лиц, потерявших близких, и программы «Здоровое старение в сообществе ЛГБТ», которые включают такие темы, как питание и улучшение памяти. Кроме того, Проект по проблемам старения ЛГБТ обеспечивает обучение и развитие «Оперативной группы открытых дверей», в рамках которых он помогает основным поставщикам услуг для пожилых в оценке организационной и программной политики, предлагает практические навыки для работников, оказывающих непосредственные услуги, а также в разработке и предоставлении программ и услуг, приветствующих ЛГБТ. Проект пожилых ЛГБТ также делает гражданское лидерство приоритетным, работая над эффективным поддержанием изменений в законодательной политике, которые создают равенство для пожилых людей ЛГБТ и лиц, осуществляющих уход, а также путём сбора информации и исследований, демонстрирующих потребности ЛГБТ-людей по мере их старения.

## События
В дополнение к предлагаемым регулярным программам, Проект пожилых ЛГБТ также проводит многочисленные специальные мероприятия и конференции, чтобы помочь повысить осведомлённость о проблемах, с которыми сталкиваются пожилые люди ЛГБТ и лица, осуществляющие уход.

## Награды и признание
Лиза Крински и Боб Линскотт неоднократно получали признание за свою работу с проектом по проблемам старения ЛГБТ. В 2008 году Линскотт был признан газетой Bay Windows человеком года в ЛГБТ-сообществе. И Крински, и Линскотт были признаны журналом Boston Spirit в 2009 году как People To Know (Люди, которых нужно знать). Сам проект получил ЛГБТ-премию «Somerville Cambridge Elder Services» в 2009 году и был показан на первой странице New York Times от 9 октября 2007 года со статьёй, освещающей борьбу пожилых ЛГБТ.
В 2011 году Крински стал финалистом Лидера общественного здравоохранения Роберта Вуда Джонсона, а в 2012 году Форум социальных инноваций Root Cause назвал проект пожилых ЛГБТ социальным новатором в здоровом старении.